# Cerchezu
Cerchezu is een Roemeense gemeente in het district Constanța.
Cerchezu telt 1532 inwoners.